# Recreo (Viña del Mar)
Recreo es un barrio residencial de la comuna de Viña del Mar, Región de Valparaíso, Chile, ubicado entre el cerro Esperanza de la Ciudad Puerto y el de Agua Santa. Fue uno de los primeros barrios de Viña y testigo de la primera gran oleada migratoria desde el Puerto a la ciudad jardín.
El barrio tiene su origen en 1885, cuando Teodoro Lowey Quartier  y Andrés Keating compraron a José Francisco Vergara los terrenos ubicados entre Miramar y el Matadero de Portales, en Valparaíso. En 1888 Teodoro Lowey se convirtió en el único propietario de los terrenos, que fueron finalmente hipotecados el 21 de julio de 1906.
La urbanización del barrio comenzó entre los años 1906 y 1909 en el sector de la pendiente que enfrenta al mar. Luego de la habilitación de la avenida España, comenzó la segunda intervención urbana en el sector más cercano al puerto, que terminó en 1930. A partir de 1931 se comenzó a urbanizar el sector aledaño a Caleta Abarca.